# Экю (монета)

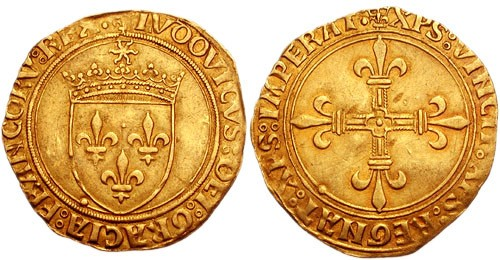
Экю с изображением солнца над короной, Людовик XII, 1498

Экю́ (фр. écu через старофр. escu от лат. scutum — экю, щит) — название средневековых золотых и серебряных монет Франции. Своё название получили по изображению щита экю. Монеты с похожим внешним видом в Испании и Португалии получили название эскудо, в Италии — скудо, что в переводе с испанского, португальского и итальянского также означает «щит».

## Появление золотых экю
Первая французская золотая монета была выпущена в 1266 году, во времена короля Людовика IX Святого — это был золотой денье. По изображению на монете щита (символа объединённого королевства) она получила название «экю». Монеты чеканили из почти чистого золота весом около 4 г, диаметр — 24 мм.
Следующий золотой экю выпустил уже король Филипп VI (1328-50). Вес экю составлял 4,532 г, диаметр монеты — 27 мм.

С той поры золотой экю чеканили регулярно.
Существует большое количество самых разнообразных вариантов золотых экю:
- «экю с троном» («шездор», écu d’or à la chaise, chaise d’or)
- «экю с короной» («куронндор», écu d’or a la couronne, couronne d’or)
- «экю с изображением солнца над короной» (écu d’or au soleil).

Вес монет также постоянно менялся: в 1340 экю весил 5,44 г, в 1385 — около 4 г, в начале XV века он сравнялся с весом флоринов и дукатов (то есть около 3,5 г).

## Экю в единой монетной системе Франции
При Людовике XI (1461-83) «экю с изображением солнца над короной» стал основной золотой монетой королевства.

Выпускали также монеты пол-экю, позже — двойной экю.
При Франциске I (1515-47) был выпущен первый пробный серебряный экю, приравненный по стоимости к золотому экю.

Одновременно продолжилась чеканка золотых экю и пол-экю.
При Генрихе III (1574-89) снова было принято решение о выпуске крупной серебряной монеты, приравненной к золотому экю. Из-за порчи монеты вскоре чеканка монеты была прекращена, однако продолжили чеканку серебряных монет 1/4 и 1/8 экю.

Таким образом, монетная система Франции в конце XVI—начале XVII века включала:
- золотые монеты экю (3,375 г) и пол-экю (1,687 г)
- серебряные монеты 1/4 экю (9,712 г) и 1/8 экю (4,856 г).

## Серебряный экю

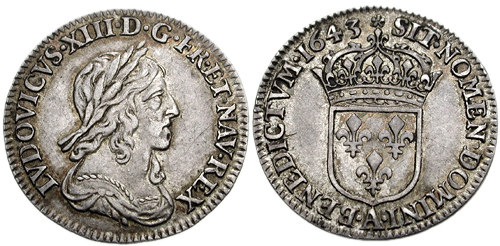
Серебряная монета 1/12 экю, Людовик XIII, 1643, чекан Парижа

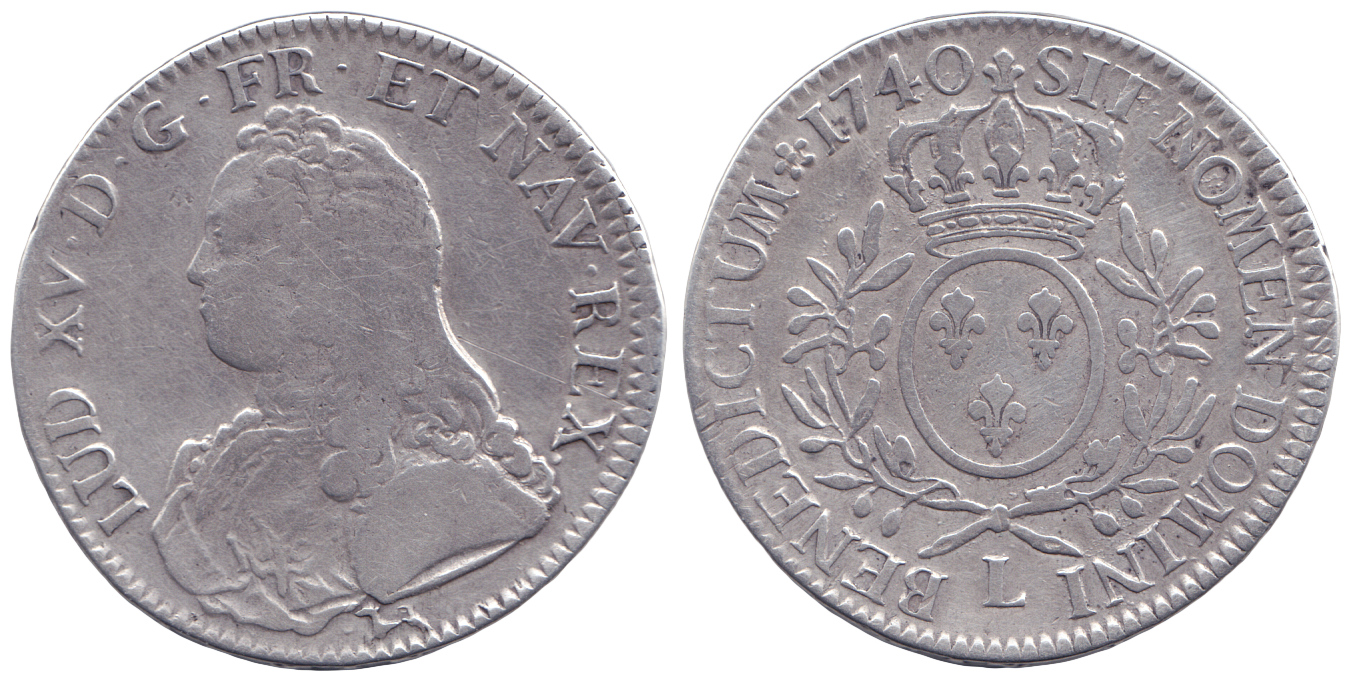
Экю 1740 года, Людовик XV, серебро 917 пробы, чекан Байонна

В 1640-41 годах, во времена царствования короля Людовика XIII, новой основной золотой монетой стал луидор, а все экю стали выпускать из серебра 917-й пробы.

В 1641 году выпущен первый серебряный экю (ecu d’argent, ecu blanc), напоминающий талер.

В 1642 году начат выпуск серии монет:
- экю весом 27,19 г (содержал 24,933 г серебра)
- 1⁄2 экю весом 13,597 г (12,468 г серебра)
- 1⁄4 экю весом 6,798 г (6,234 г серебра)
- 1⁄12 экю весом 2,287 г (2,097 г серебра)

С 1643 года дополнительно началась чеканка монеты 1⁄24 экю (вес монеты — 1,144 г при содержании серебра 1,049 г).
Выпуск серебряных экю продолжили Людовик XIV (1643—1715), Людовик XV (1715-74) и Людовик XVI (1774-93).

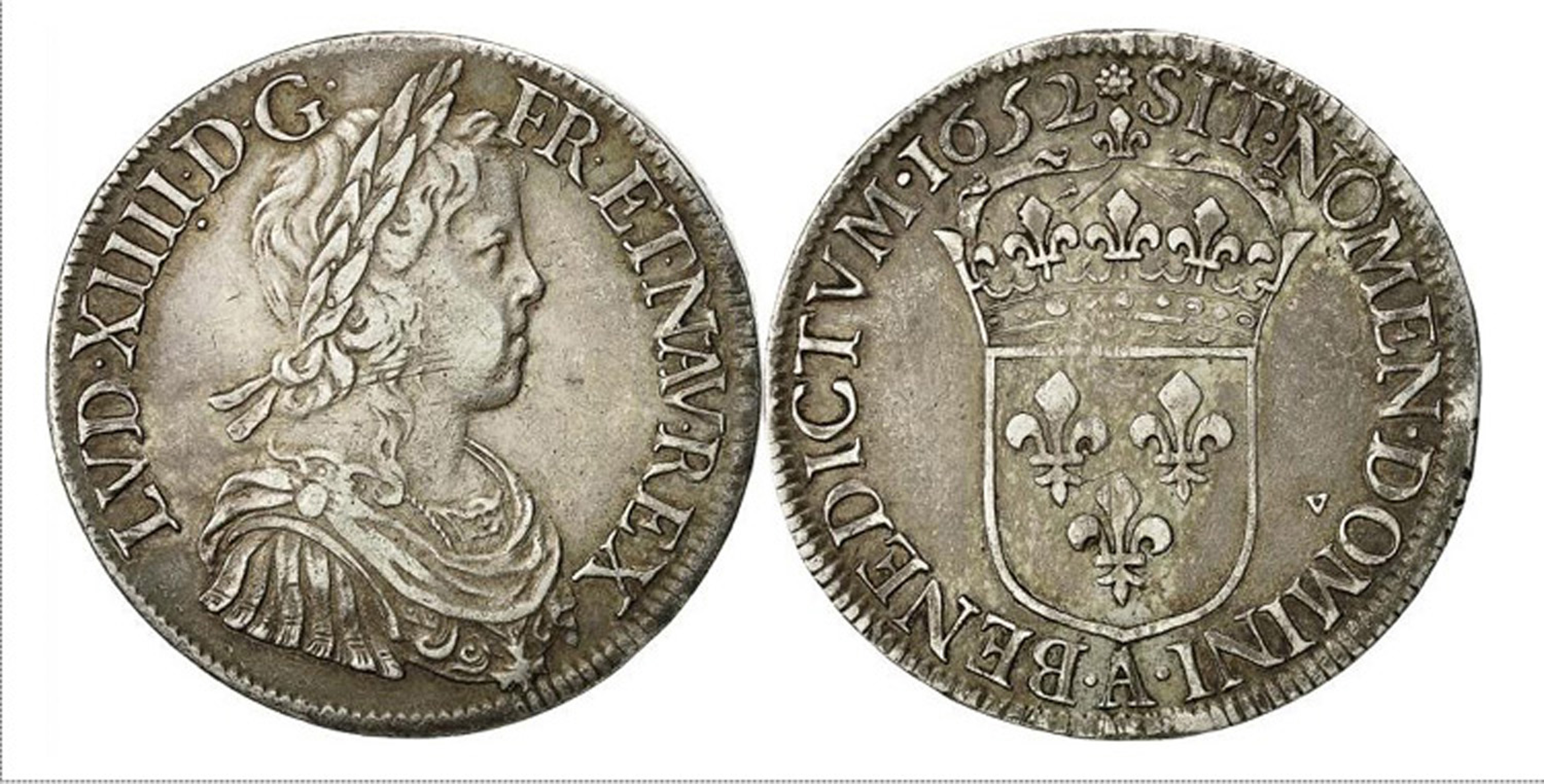
Франция. Людовик XIV (1643-1715). Экю. 1652 г. Серебро. Парижский монетный двор.

Первоначально экю стоил 3 ливра, позже его стоимость менялась, пока в 1726 году не была принята равной 6 ливрам.
Существует большое разнообразие монет экю.

В начале XVIII века был выпущен новый тип экю (с тремя коронами), который весил 30,6 г (диаметр монеты — 41 мм). Кратные экю включали пол-экю, 1/4 экю, 1/10 экю и 1/20 экю.

Позже вес и типы экю постоянно менялись.
После принятия Конституции в 1791 году экю стали выпускать с легендой на французском языке, с датой «от обретения свободы».

В 1795 году во Франции была введена десятичная система на основе франка.

Старые экю находились в обращении до 1834 года; после этого название «экю» сохранилось за 5-франковой монетой.